# Jacques Franck
Jacques Franck, né à Boechout le 11 novembre 1931, est un journaliste et écrivain belge.

## Biographie
Jacques Franck, après être devenu docteur en droit de l'UCL, fait toute sa carrière au quotidien La Libre Belgique à partir de 1957. Il y travaille aux pages de politique intérieure, de politique étrangère et aux pages culturelles. Il dirige la rédaction du journal de 1984 à 1996 et il continue à y écrire régulièrement des chroniques littéraires. 

## Œuvres
- Béjart, danser le XXe siècle, ouvrage collectif, 1978
- La puce et les lions, ouvrage collectif, Louvain-la-Neuve, 1988
- Face au sida, ouvrage collectif, 1993
- Belgique toujours grande et belle, ouvrage collectif, 1998
- Temps forts, Quorum, 2000
- Oscar Wilde ou Le festin avec les panthères, Tournai, La Renaissance du livre, 2001
- Des lieux, des écrivains, Tournai, La Renaissance du livre, 2003
- La vie est un voyage, Luce Wilquin, 2016  (ISBN 978-2-88253-522-1)

## Prix et distinctions
- Prix Ex-Libris des éditeurs belges, en 1980.
- Concession de noblesse personnelle et du titre personnel de baron par le Roi Albert II en 2004[1],[2].